# Cmentarz wojenny nr 365 – Tymbark
Cmentarz wojenny nr 365 – Tymbark – cmentarz wojenny z okresu I wojny światowej znajdujący się w miejscowości Tymbark, w powiecie limanowskim, w województwie małopolskim. Należy do okręgu X (Limanowa) Oddziału Grobów Wojennych C. i K. Komendantury Wojskowej w Krakowie. Jest jednym z 400 cmentarzy tego oddziału, z tego w okręgu limanowskim jest ich 36.

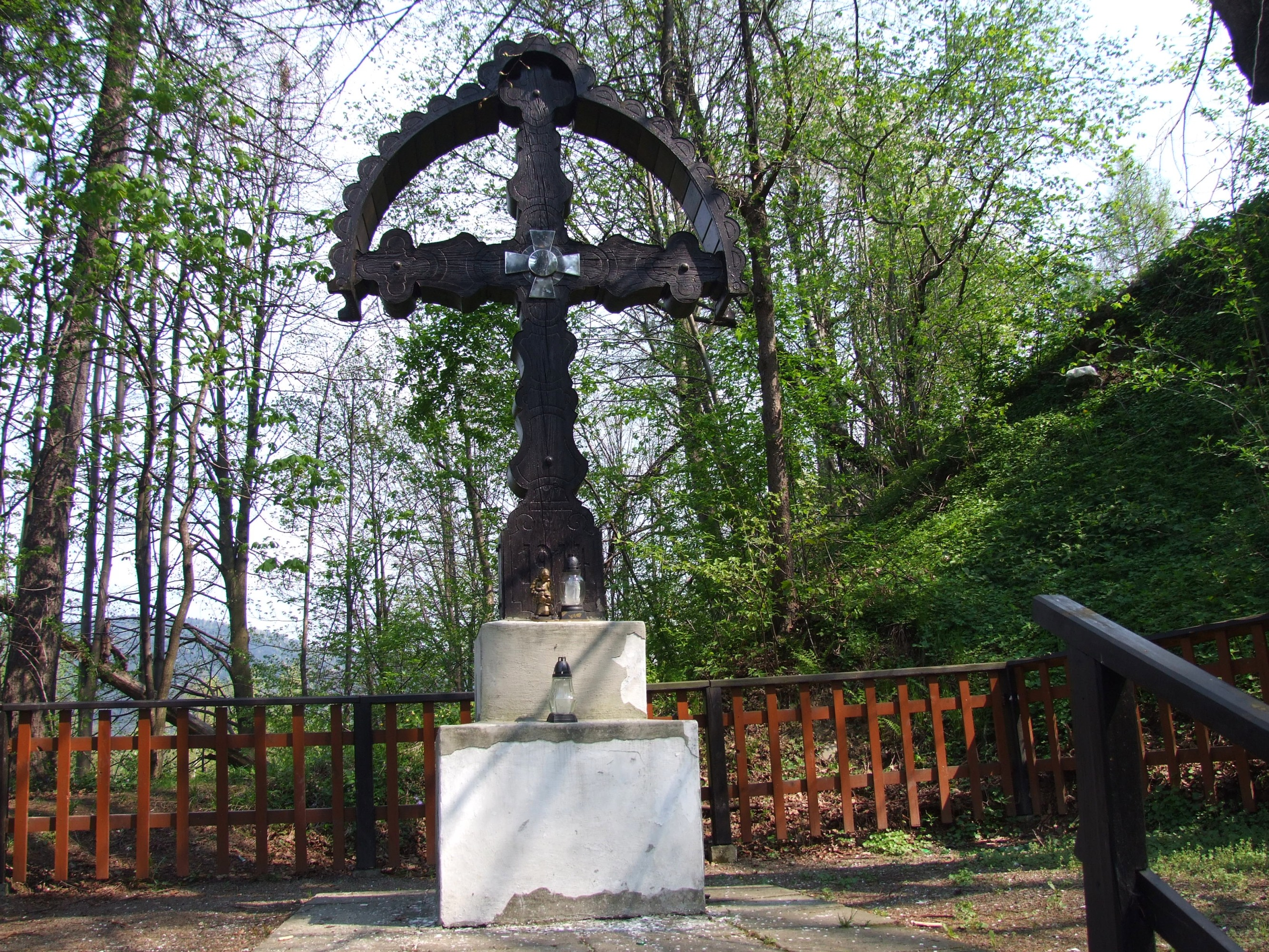
Oryginalny krzyż

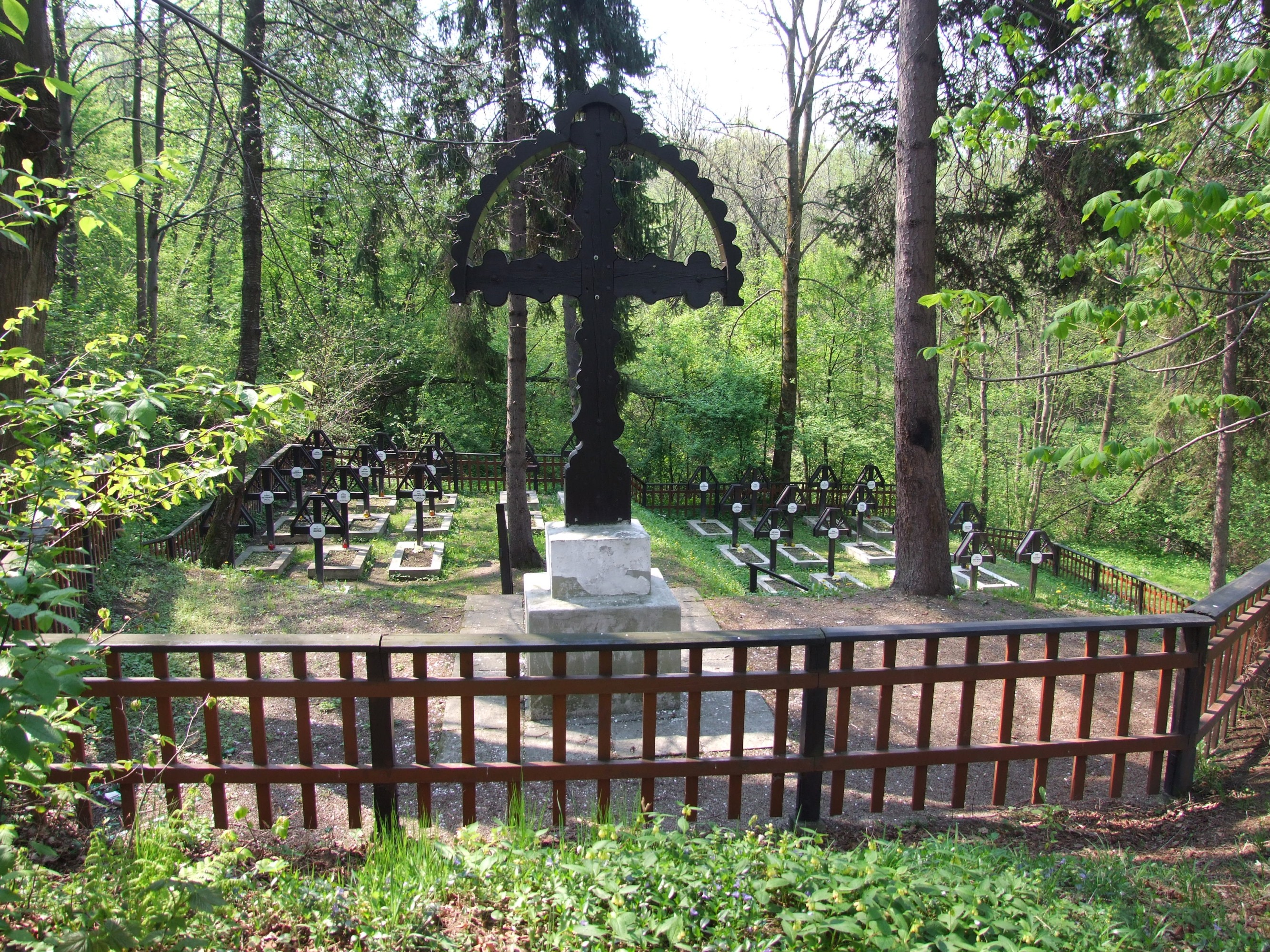
Ogólny widok cmentarza

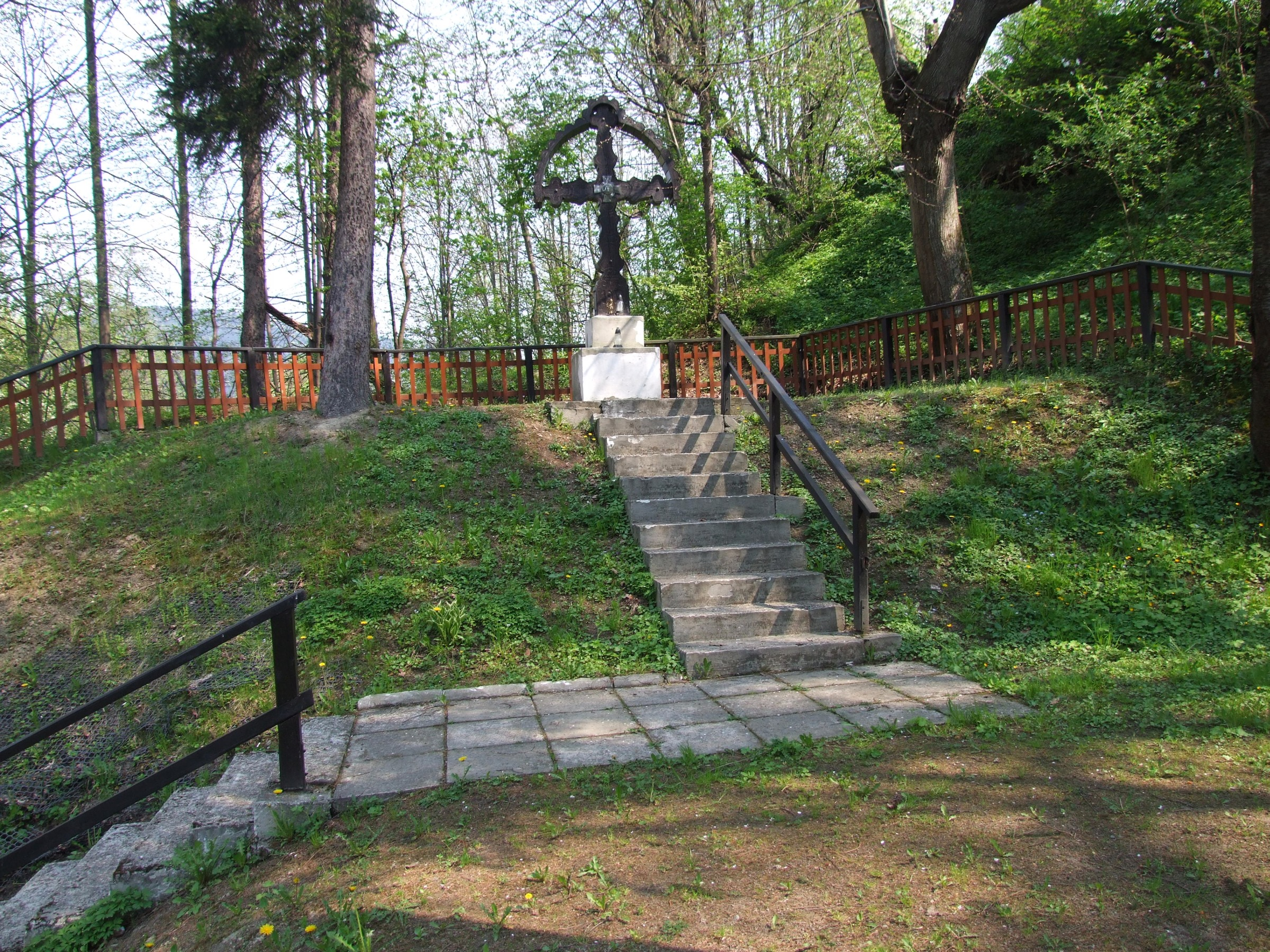
Górna część z krzyżem

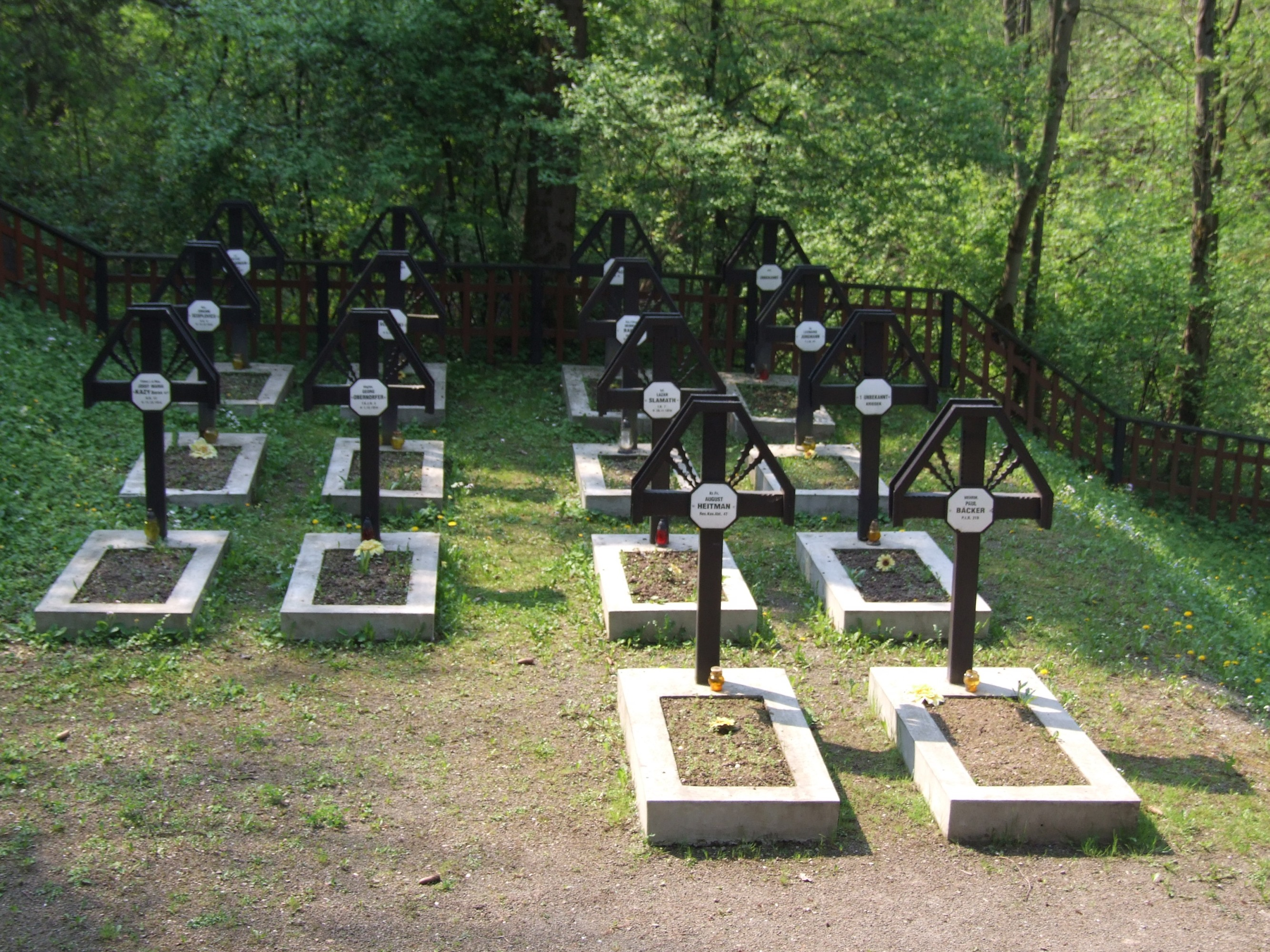
Nagrobki żołnierzy

## Lokalizacja
Cmentarz położony jest obok cmentarza parafialnego w Tymbarku, na zalesionym, stromym wzgórzu opadającym do doliny niewielkiego Plebańskiego Potoku uchodzącego do rzeki Łososina. Znajduje się w odległości około 50 m od drogi prowadzącej z rynku w Tymbarku na Podłopień. Przy drodze tej jest zamontowana duża blaszana tablica z nazwą cmentarza w języku polskim i niemieckim. Od tablicy do cmentarza prowadzi wygodna ścieżka spacerowa.

## Losy cmentarza
Pochowano na nim żołnierzy poległych w czasie bitwy pod Limanową w grudniu 1914 roku. Cmentarz zaprojektowany został przez Gustava Ludviga i wykonany w 1915 roku przez Austriaków. Pierwotnie zajmował 660 m² i stanowił kwaterę przy cmentarzu parafialnym. W okresie Polski międzywojennej cmentarz jako nowy był jeszcze w dobrym stanie. Był też miejscem kultu narodowego; odwiedzany i pielęgnowany był przez młodzież szkolną. Po II wojnie ranga cmentarza w świadomości społeczeństwa i ówczesnych władz zmalała, przybyły bowiem nowe, świeższe cmentarze i dramatyczne historie nowej wojny. Cmentarz ulegał w naturalny sposób niszczeniu przez czynniki pogody i roślinność, był też dewastowany przez wandali. Na początku lat 90. cmentarz wojenny w Tymbarku był już straszliwie zniszczony i zdewastowany. Dzieła zniszczenia ostatecznie dokonał osuw ziemi w 1992 roku. Obecny cmentarz został wybudowany na nowo w 1992 roku przez społeczny komitet odbudowy. Zachował się duży drewniany krzyż na betonowym cokole. Wzorując się na zachowanych resztkach spróchniałych mniejszych drewnianych krzyży wykonano nowe. Dawniej były trzy rodzaje tych krzyży, po odbudowie cmentarza odtworzono tylko jeden rodzaj. Umieszczono je na nowo odtworzonych mogiłach. Zmniejszona została przy tym powierzchnia cmentarza i zmieniony jego plan.

## Opis cmentarza
Obecny na nowo odtworzony cmentarz znacznie różni się od pierwotnego. Składa się z dwóch położonych na stromym stoku na różnej wysokości kwater, oraz najwyższej położonego tarasu. Na tarasie tym jest umieszczony na betonowym cokole drewniany krzyż łaciński o koronkowej rzeźbie i falistej dwustronnej glorii. Pierwotnie stanowił on prawdopodobnie centralny element cmentarza. Przed krzyżem niewielki, równy plac, na którym gromadzić się mogą odwiedzający cmentarz. Dawną oryginalną i stojąca przy drodze austriacką betonową tabliczkę na betonowym słupku przeniesiono do wejścia cmentarza, na jej miejscu ustawiono nową, blaszaną. Cmentarz ogrodzony jest drewnianym płotem. 27 grobów ułożonych w równych rzędach na dwóch kwaterach (górnej i dolnej) ma postać mogił obrzeżonych betonowymi ławami z drewnianym krzyżem maltańskim. Przez cmentarz prowadzą betonowe schody.
Na cmentarzu pochowano 23 żołnierzy austro-węgierskich, 3 niemieckich, 7 rosyjskich i 1 serbski. Jak na tak nieduży cmentarz, pochowano tutaj zaskakująco dużo oficerów, w tym dowódcę jednego z rosyjskich kozackich pułków dońskich. Są to oficerowie, którzy zginęli 11 grudnia 1914 w czasie zwycięskich dla wojsk austriacko-węgierskich walk o wzgórze Jabłoniec w Limanowej. Ich zwłoki przewieziono do Tymbarku, który był wówczas zapleczem wojsk austriackich i 13 grudnia 1914 uroczyście pochowano na cmentarzu parafialnym w Tymbarku (pozostałych poległych na Jabłońcu żołnierzy pochowano na miejscu – cmentarz wojenny nr 368 – Limanowa-Jabłoniec). Z nazwiska znanych jest 29 żołnierzy.